# Rhypholophus obtusistyla
Rhypholophus obtusistyla är en tvåvingeart som först beskrevs av Jaroslav Stary 1976.  Rhypholophus obtusistyla ingår i släktet Rhypholophus och familjen småharkrankar.
Artens utbredningsområde är Bulgarien. Inga underarter finns listade i Catalogue of Life.